# Barraza
Barraza is een geslacht van rechtvleugeligen uit de familie sabelsprinkhanen (Tettigoniidae). De wetenschappelijke naam van dit geslacht is voor het eerst geldig gepubliceerd in 2008 door Koçak & Kemal.

## Soorten
Het geslacht Barraza  is monotypisch en omvat slechts de volgende soort:
- Barraza crybeloplatus (Rentz & Gurney, 1985)